# František Vrobel

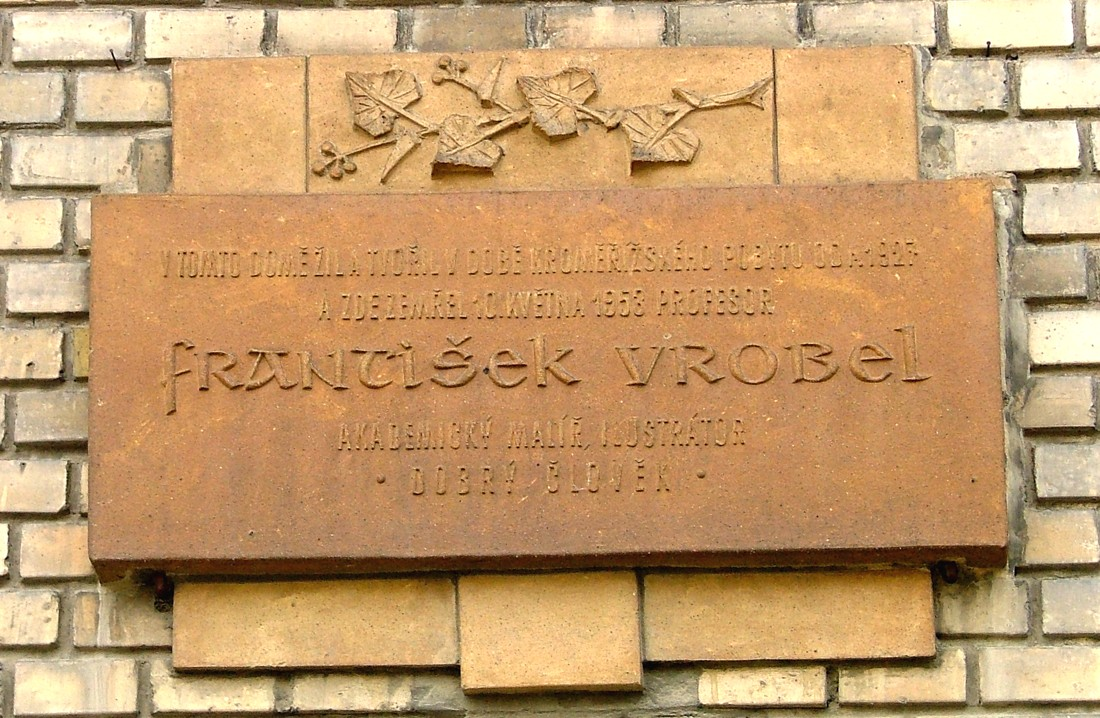
Pamětní deska akademického malíře, ilustrátora a pedagoga Františka Vrobela

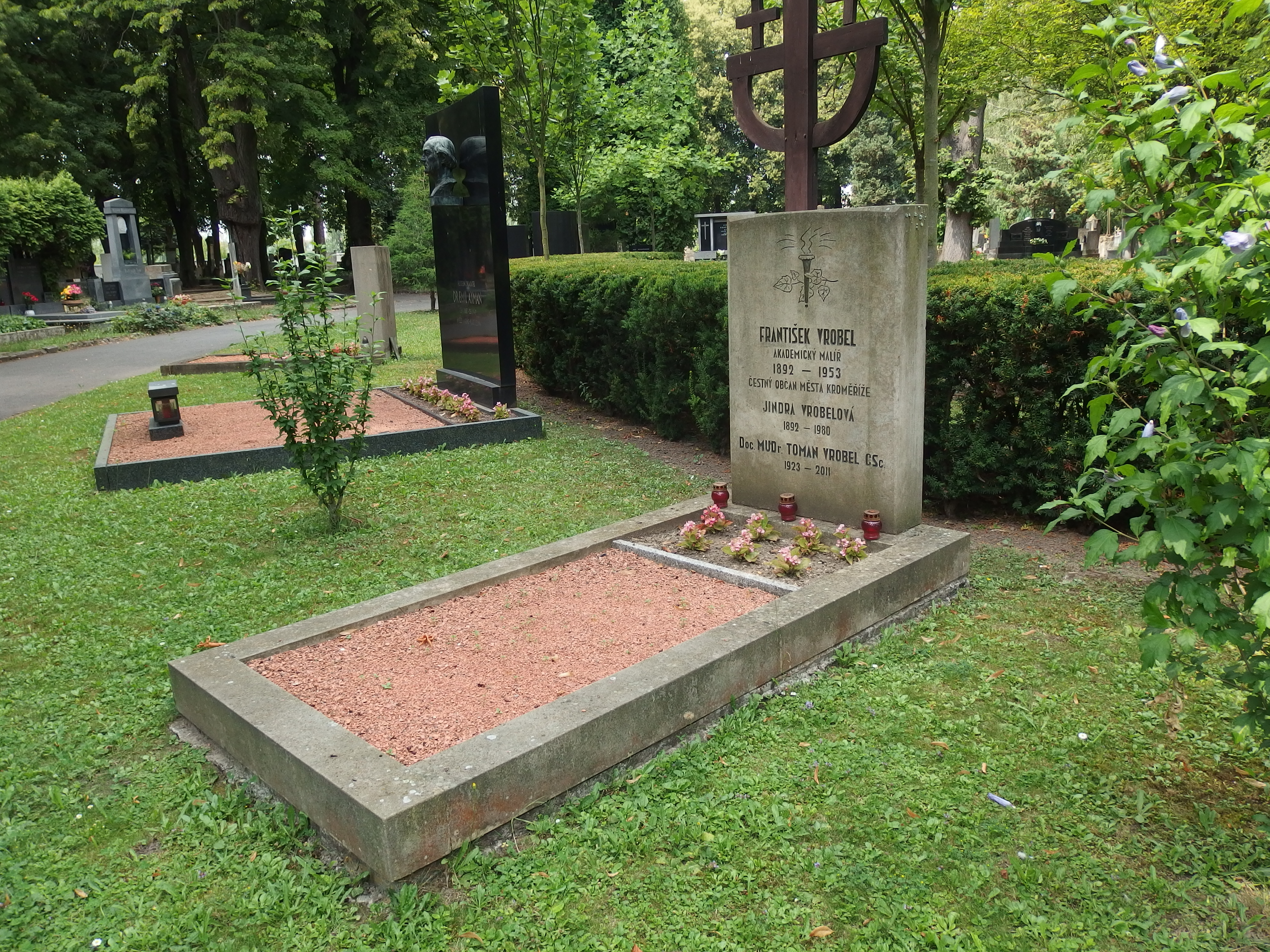
Hrob malíře Františka Vrobela na městském hřbitově v Kroměříži

František Vrobel, křtěný František (23. dubna 1892 Zábřeh - 10. května 1953 Kroměříž), byl český malíř, pedagog, ilustrátor a grafik.

## Život
František Vrobel se narodil ve městě Zábřeh do rodiny hutníka a podruha Jana Vrobela a jeho ženy Anny rodem Vengléřové. Pro své nesporné umělecké vlohy odešel do Prahy, kde v letech 1919-1924 studoval na umělecko-průmyslové škole, postupně u prof. E. Dítěte, K. Špillara, B. Wachsmanna, Fr. Kysely a J. Bendy.
Mezitím se v září roku 1919 oženil s Jindřiškou Dorazilovou. Po absolvování školy odjel František Vrobel na studijní cestu do Belgie, Itálie, Německa a později ještě do Švýcarska. Po návratu z cest se dovzdělal na učitelském ústavu ve Slezské Ostravě a vzápětí nastoupil jako středoškolský profesor kreslení v Moravské Ostravě a později v Kroměříži, kde také roku 1953 zemřel.
František Vrobel byl autorem mnoha akvarelů, kreseb, knižní grafiky a rovněž více než jedno sto ilustrací pro dětské knihy a školní učebnice, ale i k Erbenově Kytici, Máchově Máji, Babičce Boženy Němcové, ke knihám Jindřicha Spáčila a k mnoha regionálním tiskům.

## Výstavy (výběr)

### Autorské
- 1955 Z životního díla Františka Vrobla, Arcibiskupský zámek, Kroměříž
- 1967 František Vrobel: Ilustrační dílo, Výstavní síň Kniha, Kroměříž

### Kolektivní
- 1949 Členská výstava, Dům umění, Hodonín

## Galerie

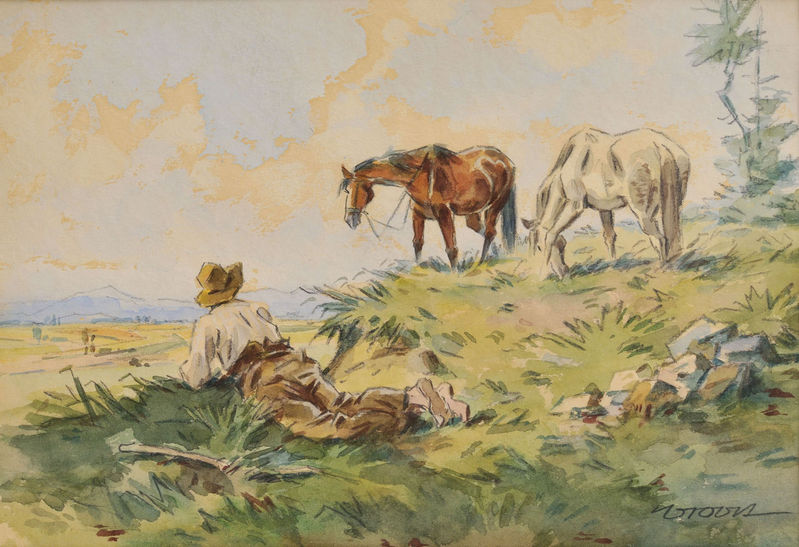
Pasák krav (akvarel)
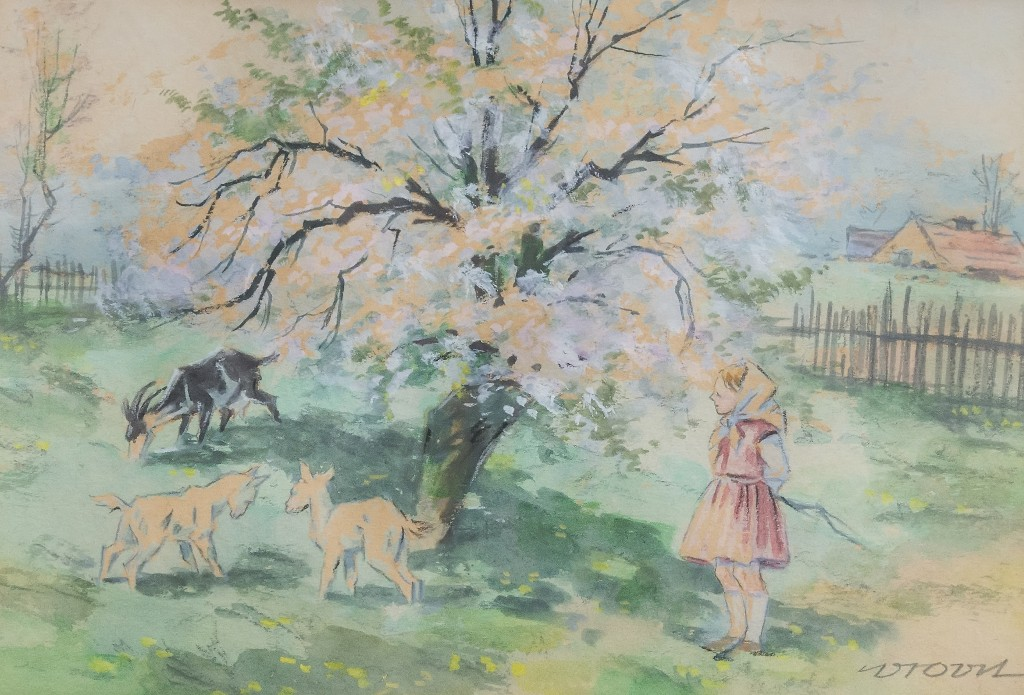
Pod rozkvetlým stromem (akvarel, kvaš)
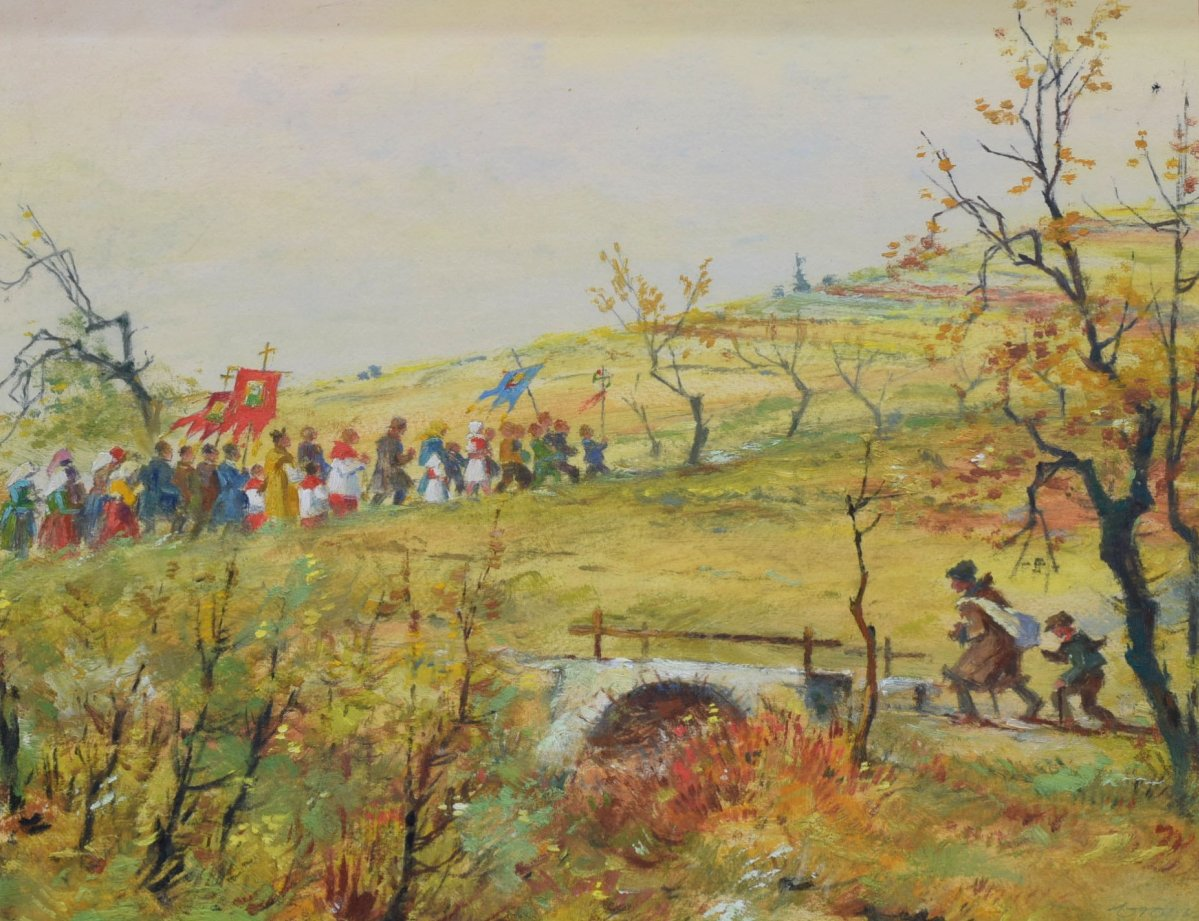
Procesí (Olej na lepence)
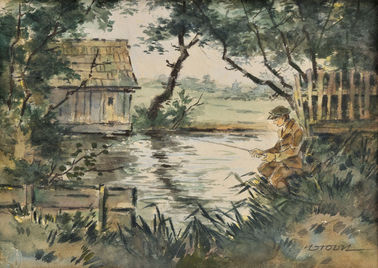
Rybář (akvarel)
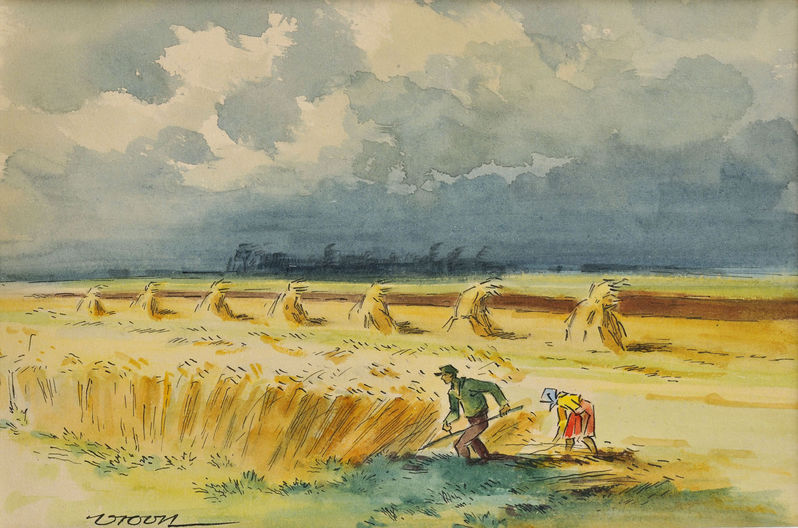
Žatva okolo 1920 (akvarel)